# Willi Willwohl
Willi Willwohl (Cottbus, 31 augustus 1994) is een Duits wielrenner die anno 2016 rijdt voor LKT Team Brandenburg.

## Carrière
In 2014 sprintte Willwohl naar een vijfde plek op het Duits kampioenschap op de weg voor beloften. De wedstrijd werd gewonnen door Max Walscheid.

## Overwinningen
2013
3e, 4e en 5e etappe Ronde van Berlijn
6e etappe Ronde van Mazovië
2014
1e etappe Carpathian Couriers Race
2015
1e etappe Ronde van Loir-et-Cher
3e etappe Ronde van Mazovië

## Ploegen
- 2013 –  LKT Team Brandenburg
- 2014 –  LKT Team Brandenburg
- 2015 –  LKT Team Brandenburg
- 2016 –  LKT Team Brandenburg